# Dolichoderus
Dolichoderus es un género de hormigas, familia Formicidae. Se distribuyen por todo el planeta, excepto la Antártida, Groenlandia y el sur de África.

## Especies
- Dolichoderus abruptus (Smith, 1858)
- †Dolichoderus affectus Théobald, 1937
- Dolichoderus affinis Emery, 1889
- Dolichoderus albamaculus Shattuck & Marsden, 2013
- Dolichoderus andinus (Kempf, 1962)
- Dolichoderus angusticornis Clark, 1930
- †Dolichoderus antiquus Carpenter, 1930
- Dolichoderus attelaboides (Fabricius, 1775)
- Dolichoderus australis André, 1896
- Dolichoderus baenae MacKay, 1993
- †Dolichoderus balticus (Mayr, 1868)
- Dolichoderus beccarii Emery, 1887
- Dolichoderus bidens (Linnaeus, 1758)
- Dolichoderus bispinosus (Olivier, 1792)
- †Dolichoderus brevicornis Dlussky, 2002
- †Dolichoderus brevipalpis Dlussky, 2008
- †Dolichoderus brevipennis Dlussky, 2008
- Dolichoderus brevis Santschi, 1920
- Dolichoderus brevithorax Menozzi, 1928
- †Dolichoderus bruneti Théobald, 1937
- Dolichoderus burmanicus Bingham, 1903
- Dolichoderus butteli Forel, 1913
- Dolichoderus canopus Shattuck & Marsden, 2013
- Dolichoderus carbonarius Emery, 1895
- †Dolichoderus caribbaeus (Wilson, 1985)
- Dolichoderus clarki Wheeler, 1935
- Dolichoderus clusor Forel, 1907
- Dolichoderus cogitans Forel, 1912
- Dolichoderus coniger (Mayr, 1870)
- †Dolichoderus coquandi Théobald, 1937
- †Dolichoderus cornutus (Mayr, 1868)
- Dolichoderus crawleyi Donisthorpe, 1917
- Dolichoderus curvilobus (Lattke, 1987)
- Dolichoderus cuspidatus (Smith, 1857)
- Dolichoderus dajiensis Wang & Zheng, 2005
- Dolichoderus debilis Emery, 1890
- Dolichoderus decollatus Smith, 1858
- Dolichoderus dentatus Forel, 1902
- †Dolichoderus dibolius Wilson, 1985
- Dolichoderus diversus Emery, 1894
- †Dolichoderus dlusskyi LaPolla & Greenwalt, 2015
- Dolichoderus doloniger (Roger, 1862)
- Dolichoderus doriae Emery, 1887
- †Dolichoderus elegans Wheeler, 1915
- Dolichoderus epetreius (Lattke, 1987)
- Dolichoderus erectilobus Santschi, 1920
- Dolichoderus etus Shattuck & Marsden, 2013
- †Dolichoderus evolans Zhang, 1989
- †Dolichoderus explicans (Förster, 1891)
- Dolichoderus extensispinus Forel, 1915
- Dolichoderus feae Emery, 1889
- Dolichoderus fernandezi MacKay, 1993
- Dolichoderus ferrugineus Forel, 1903
- Dolichoderus flatidorsus Zhou & Zheng, 1997
- Dolichoderus formosus Clark, 1930
- Dolichoderus furcifer Emery, 1887
- Dolichoderus gagates Emery, 1890
- Dolichoderus germaini Emery, 1894
- Dolichoderus ghilianii Emery, 1894
- Dolichoderus gibbifer Emery, 1887
- Dolichoderus gibbus (Smith, 1861)
- Dolichoderus gordoni Shattuck & Marsden, 2013
- Dolichoderus goudiei Clark, 1930
- †Dolichoderus granulinotus Dlussky, 2008
- Dolichoderus haradae MacKay, 1993
- †Dolichoderus heeri Dlussky & Putyatina, 2014
- Dolichoderus imitator Emery, 1894
- Dolichoderus incisus Xu, 1995
- Dolichoderus indrapurensis Forel, 1912
- Dolichoderus inermis MacKay, 1993
- Dolichoderus inferus Shattuck & Marsden, 2013
- Dolichoderus inpai (Harada, 1987)
- †Dolichoderus intermedius MacKay, 1993
- Dolichoderus jacobsoni Forel, 1909
- †Dolichoderus jiaoyanshanensis (Hong, 1985)
- Dolichoderus kathae Shattuck & Marsden, 2013
- Dolichoderus kinabaluensis Dill, 2002
- †Dolichoderus kohlsi Dlussky & Rasnitsyn, 2003
- †Dolichoderus kutscheri Dlussky, 2008
- †Dolichoderus kutschlinicus (Deichmüller, 1881)
- †Dolichoderus lacinius Zhang, 1989
- Dolichoderus lactarius (Smith, 1860)
- Dolichoderus lamellosus (Mayr, 1870)
- Dolichoderus laminatus (Mayr, 1870)
- Dolichoderus laotius Santschi, 1920
- Dolichoderus laurae MacKay, 1993
- Dolichoderus lobicornis (Kempf, 1959)
- Dolichoderus longicollis MacKay, 1993
- †Dolichoderus longipennis (Mayr, 1868)
- †Dolichoderus longipilosus Dlussky, 2002
- †Dolichoderus lucidus Dlussky, 2008
- Dolichoderus luederwaldti Santschi, 1921
- Dolichoderus lugens Emery, 1894
- Dolichoderus lujae Santschi, 1923
- †Dolichoderus luridivenosus Zhang, Sun & Zhang, 1994
- Dolichoderus lutosus (Smith, 1858)
- Dolichoderus magnipastor Dill, 2002
- Dolichoderus mariae Forel, 1885
- Dolichoderus maschwitzi Dill, 2002
- Dolichoderus mesonotalis Forel, 1907
- †Dolichoderus mesosternalis Wheeler, 1915
- Dolichoderus modiglianii Emery, 1900
- Dolichoderus moggridgei Forel, 1886
- Dolichoderus monoceros Emery, 1897
- Dolichoderus mucronifer (Roger, 1862)
- †Dolichoderus nanus Dlussky, 2002
- Dolichoderus niger Crawley, 1922
- Dolichoderus nigricornis Clark, 1930
- †Dolichoderus obliteratus (Scudder, 1877)
- Dolichoderus omacanthus (Kempf, 1972)
- Dolichoderus omicron Shattuck & Marsden, 2013
- †Dolichoderus oviformis Théobald, 1937
- Dolichoderus parvus Clark, 1930
- †Dolichoderus passalomma Wheeler, 1915
- Dolichoderus pastorulus Dill, 2002
- Dolichoderus patens (Mayr, 1870)
- †Dolichoderus perkovskyi Dlussky, 2008
- Dolichoderus piceus MacKay, 1993
- Dolichoderus pilinomas Dill, 2002
- †Dolichoderus pilipes Dlussky, 2008
- Dolichoderus pilosus Zhou & Zheng, 1997
- †Dolichoderus pinguis Dlussky, Rasnitsyn, & Perfilieva, 2015[3]
- Dolichoderus plagiatus (Mayr, 1870)
- †Dolichoderus polessus Dlussky, 2002
- †Dolichoderus polonicus Dlussky, 2002
- †Dolichoderus primitivus (Wilson, 1985)
- †Dolichoderus prolaminatus (Wilson, 1985)
- †Dolichoderus punctatus Dlussky, 2008
- Dolichoderus pustulatus Mayr, 1886
- Dolichoderus quadridenticulatus (Roger, 1862)
- Dolichoderus quadripunctatus (Linnaeus, 1771)
- Dolichoderus reflexus Clark, 1930
- †Dolichoderus robustus Dlussky, 2002
- †Dolichoderus rohweri Carpenter, 1930
- Dolichoderus rosenbergi Forel, 1911
- Dolichoderus rufescens Mann, 1912
- Dolichoderus rufotibialis Clark, 1930
- Dolichoderus rugocapitus Zhou, 2001
- Dolichoderus rugosus (Smith, 1858)
- Dolichoderus rutilus Shattuck & Marsden, 2013
- Dolichoderus sagmanotus Xu, 2001
- Dolichoderus satanus Bolton, 1995
- Dolichoderus scabridus Roger, 1862
- Dolichoderus schulzi Emery, 1894
- Dolichoderus scrobiculatus (Mayr, 1876)
- †Dolichoderus sculpturatus (Mayr, 1868)
- Dolichoderus semiorbis Shattuck & Marsden, 2013
- Dolichoderus semirugosus (Mayr, 1870)
- Dolichoderus septemspinosus Emery, 1894
- Dolichoderus setosus (Kempf, 1959)
- Dolichoderus shattucki MacKay, 1993
- Dolichoderus sibiricus Emery, 1889
- Dolichoderus siggii Forel, 1895
- Dolichoderus smithi MacKay, 1993
- Dolichoderus spinicollis (Latreille, 1817)
- Dolichoderus spurius Forel, 1903
- Dolichoderus squamanodus Xu, 2001
- Dolichoderus sulcaticeps (Mayr, 1870)
- Dolichoderus sundari Mathew & Tiwari, 2000
- Dolichoderus superaculus (Lattke, 1987)
- Dolichoderus taprobanae (Smith, 1858)
- Dolichoderus taschenbergi (Mayr, 1866)
- †Dolichoderus tauricus Dlussky, 1981
- †Dolichoderus tertiarius (Mayr, 1868)
- Dolichoderus thoracicus (Smith, 1860)
- †Dolichoderus transversipetiolaris Zhang, Sun & Zhang, 1994
- Dolichoderus tricolor Emery, 1914
- Dolichoderus tricornis Emery, 1897
- Dolichoderus tridentanodus Ortega-De Santiago & Vásquez-Bolaños, 2012
- Dolichoderus tristis Mann, 1916
- Dolichoderus tuberifer Emery, 1887
- Dolichoderus turneri Forel, 1902
- Dolichoderus validus (Kempf, 1959)
- Dolichoderus varians Mann, 1916
- †Dolichoderus vectensis Donisthorpe, 1920
- †Dolichoderus vexillarius Wheeler, 1915
- †Dolichoderus vlaskini Dlussky, 2008
- Dolichoderus voraginosus MacKay, 1993
- Dolichoderus ypsilon Forel, 1902
- †Dolichoderus zherichini Dlussky & Perkovsky, 2002